# Мора, Мария Тереса
Мария Тереса Мора Итурральде (исп. María Teresa Mora Iturralde; 15 октября 1902, Гавана — 3 октября 1980, там же) — кубинская шахматистка, международный мастер (1950) среди женщин.
Участница 2-х турниров за звание чемпионки мира (1939, Буэнос-Айрес — 7—8-е места; 1949/1950, Москва — 10—11-е места).